# La mummia (film 1932)
La mummia (The Mummy) è un film horror del 1932 diretto da Karl Freund.

## Trama

Una scena del film

1921: a Tebe, tre archeologi di una spedizione del British Museum scoprono un sarcofago contenente la mummia del sacerdote Imhotep. Uno di loro, leggendo un papiro ritrovato nei pressi della bara, che in seguito si scoprirà essere il Libro di Thot, riporta in vita il millenario sacerdote. La mummia fugge con il papiro e prende le sembianze, undici anni più tardi, di Ardath Bey, il quale, con l'intenzione di riportare in vita la sua antica amata Ankh-es-en-Amon, fornisce indizi sull'ubicazione della tomba di lei a un'équipe di archeologi. Alcune settimane dopo, al Cairo, il sacerdote vede in Helen Grosvenor, fidanzata di uno degli archeologi cui si era rivolto, la reicarnazione di Ankh-es-en-Amon e perciò la rapisce per sacrificarla in un rito che le dovrebbe dare la vita eterna facendola tornare quella di un tempo. Durante la cerimonia Helen, che durante le prime fasi del rituale aveva cominciato a recuperare i ricordi della sua vita precedente come sacerdotessa di Iside, implora la dea che interviene eliminando Imhotep.

## Produzione

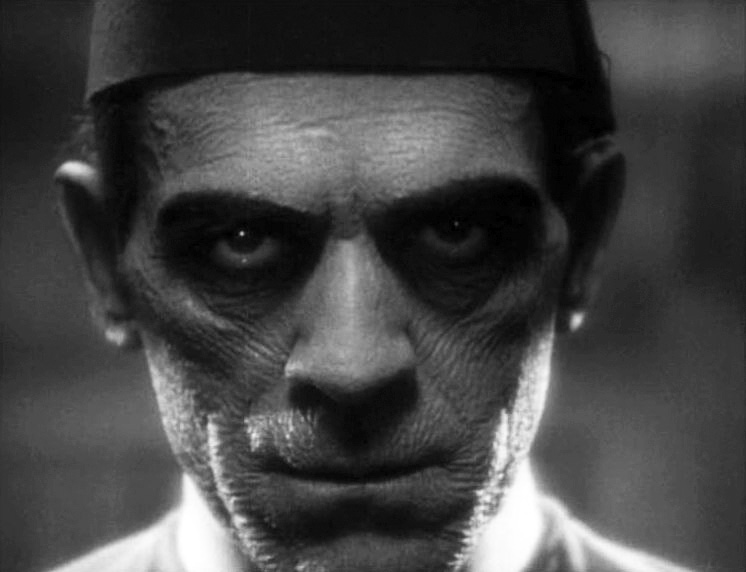
In questo primo piano di Boris Karloff è possibile vedere il notevole lavoro svolto dal truccatore Jack Pierce

Ispirato dall'apertura della tomba di Tutankhamon nel 1922 e dalla maledizione di Tutankhamon, il produttore Carl Laemmle Jr. commissionò a Richard Schayer di trovare un romanzo che potesse fornire la base per un film horror a tema egizio, similmente a quanto già era stato fatto ispirandosi ai romanzi Dracula e Frankenstein. Schayer non trovò nulla, ma insieme alla scrittrice Nina Wilox Putnam fece ricerche su Alessandro Cagliostro e scrisse una scaletta di nove pagine intitolata Cagliostro.
La storia, ambientata a San Francisco, parlava di un mago di 3000 anni che sopravviveva tramite iniezioni di nitrato. A Laemmle piacque, e assunse John L. Balderston per stenderne il copione. Balderston aveva già contribuito a Dracula e Frankenstein e aveva anche seguito l'apertura della tomba di Tutankhamon per il New York World quando era giornalista. Spostò la storia in Egitto, rinominò il film e diede al personaggio chiave il nome di Imhotep, come lo storico architetto.
Karl Freund, già direttore della fotografia di Dracula, fu assunto dalla Universal solo due giorni prima dell'inizio delle riprese. Egli fece ingaggiare Zita Johann, attrice che si diceva credesse nella reincarnazione. Le riprese del film furono programmate in tre settimane. Nei primi giorni di ripresa si girarono le scene in cui Boris Karloff (Imhotep) usciva dal sarcofago. Il trucco fu affidato ancora una volta a Jack Pierce, il quale iniziava la trasformazione di Karloff alle 11 del mattino applicando il cotone, il collodio e il cerone di gomma sul volto dell'attore, creta per i capelli ed il confezionamento delle bende di lino trattate con un particolare acido. Questo lavoro si concludeva alle 7 della sera.

## Colonna sonora
Per i titoli di testa è stato utilizzato come sottofondo musicale un brano tratto da Il lago dei cigni di Tchaikovsky, precedentemente scelto anche per l'intro di Dracula.

## Distribuzione
Il film venne distribuito in prima negli Stati Uniti il 22 dicembre 1932; arrivò nelle sale italiane il 7 novembre 1933.

### Edizione italiana
Il doppiaggio originale del 1933, eseguito a Roma negli stabilimenti della International Acoustic, fu diretto da Goffredo Alessandrini.
Quando nel 1999, iniziarono ad apparire i primi film ridoppiati dalla SEFIT-CDC sotto la direzione di Giorgio Piazza da parte della Rai, con grande disappunto dei puristi, La mummia fu un caso atipico e forse unico. Non venne ridoppiato nelle voci, ma vennero rifatte le parti dove c'era il commento musicale. Curiosamente, quando c'era il dialogo era possibile sentire il commento musicale originale, ma non appena gli attori smettevano di parlare partiva il commento musicale rifatto (totalmente diverso, in quanto composto da suoni elettronici). La Rai si giustificò per questa serie di ridoppiaggi sostenendo che le pellicole erano degradate e la qualità audio non era più accettabile. Questa versione venne anche commercializzata in VHS. Nell'edizione in DVD della Universal il doppiaggio, invece, lo si ritrova completamente rifatto, così come nel Blu-ray Disc della stessa casa. Il secondo ridoppiaggio, risalente al 2005, venne eseguito dalla Dubbing Brothers International Italia sotto la direzione di Renato Cecchetto.
Solo le edizioni in DVD prodotte dalla Sinister Film e dalla A&R Productions contengono ancora il doppiaggio originale. L'edizione italiana originale del 1933 fu tuttavia privata di alcune scene - probabilmente per censura - che di conseguenza non furono doppiate.

## Accoglienza

### Critica
Così il Los Angeles Times: «Il mantello dello scomparso Lon Chaney riposa ora sulle spalle di Karloff, il cui empio ritratto del film - con l'aiuto di un magnifico trucco - lo trasforma da grande caratterista in attore di prima grandezza.»

## Seguiti e remake

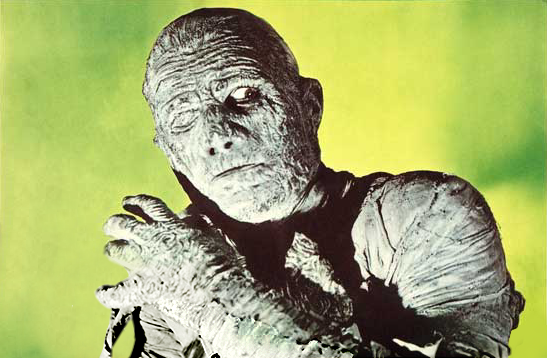
The Mummy's Ghost (1944)

Diversamente da Frankenstein e Dracula, ed altri film horror seguenti della Universal, questo film non ha dei seguiti, ma piuttosto fu semi-rifatto nel film The Mummy's Hand (1940), e nei suoi sequel, The Mummy's Tomb (1942), The Mummy's Ghost (1944), The Mummy's Curse (1944), successivamente imitati negli anni '50 in Il mistero della piramide. Questi film erano incentrati sulla mummia Kharis.
Nei tardi anni cinquanta la britannica Hammer Film Productions riprese il tema della Mummia, cominciando con La mummia (1959), il quale, piuttosto che un remake del film del 1932 con Karloff, è basato sugli avvenimenti raccontati nei successivi quattro film della Universal Pictures. I seguiti del film della Hammer sono Il mistero della mummia (1964), Il sudario della mummia (1966) e Exorcismus - Cleo, la dea dell'amore (1971), tutti film non legati ai precedenti né fra di loro.
Il film del 1999 La mummia è il remake ufficiale del film del '32; prodotto dalla Universal, anche questo film ruota attorno al personaggio di Imhotep, resuscitato dal Libro dei morti negli anni venti cerca di riportare in vita la sua amata Anck-su-namun, seguendo però lo stile di un film di avventura/azione legato al fantasy, e sviluppandosi da una storia diversa. Il film del 1999 presenta due seguiti (La mummia - Il ritorno e La mummia - La tomba dell'Imperatore Dragone) e due spin-off (Il Re Scorpione e Il Re Scorpione 2 - Il destino di un guerriero). Nel 2017 esce un reboot - sempre intitolato La mummia - del film del 1999 (e quindi, indirettamente, di quello del 1932).

## Curiosità
Imhotep ("[colui] che viene in pace") fu un sacerdote, visir, architetto e medico egizio realmente esistito ai tempi del faraone Djoser, agli inizi della III dinastia; fu un uomo di grande ingegno (può essere considerato fra i primi architetti, matematici, ingegneri, fisici e medici dell'antichità) e la sua memoria si radicò talmente nell'immaginario egizio da venire divinizzato sul finire del I secolo a.C., ossia circa 2500 anni dopo la sua morte. A lui si deve il progetto della piramide di Djoser. Anche un personaggio di nome Ankhesenamon esistette veramente, essendo stata la sposa di Tutankhamon (XVIII dinastia).
Il film tuttavia non ha nulla a che vedere con la realtà storica dei personaggi reali.